# Ivo Lhotka-Kalinski
Ivo Lhotka-Kalinski (Zagreb, 30. srpnja 1913. – Zagreb, 29. siječnja 1987.) bio je hrvatski skladatelj i pedagog pjevanja. 
Njegov je otac znameniti hrvatski skladatelj Fran Lhotka, a sin violončelist Bojan Lhotka.
Na zagrebačkoj Muzičkoj akademiji Ivo Lhotka-Kalinski 1937. završava studije kompozicije kod Franje Dugana i solo pjevanja u klasi Lava Vrbanića. Nakon usavršavanja kompozicije u Rimu kod Ildebranda Pizzettija (1938. - 1939.), svoju karijeru započinje kao srednjoškolski profesor u Zagrebu, potom postaje ravnatelj Državne srednje muzičke škole u Splitu (1948. - 1951.), a od 1951. do umirovljenja 1981. djeluje kao profesor pjevanja na zagrebačkoj Muzičkoj akademiji, gdje je od 1967. do 1979. bio pročelnik Odjela za solo pjevanje.
Njegovo glazbeno djelovanje čini bogat i raznovrstan opus koji obuhvaća orkestralna, komorna, vokalno-instrumentalna i scenska djela. U ranoj fazi skladateljske karijere primjetan je utjecaj klasicističke tradicije s elementima romantizma, posebice u simfonijskim pjesmama poput „Rimskih impresija".[nedostaje izvor] Kasnije njegove djelovanje evoluira prema neonacionalnom stilu, s posebnim naglaskom na hrvatsku narodnu glazbu, što je najvidljivije u klavirskim djelima za mlade izvođače („Stari dalmatinski plesovi", „Međimurje malo"). Tijekom 1950-ih i 1960-ih godina eksperimentira s avangardom, uključujući dodekafoniju i serijalnost.
Značajan dio njegova opusa čine glazbeno-scenska djela. Autor je opere „Pomet, meštar od ženidbe" (1944.) prema Držićevom tekstu i glazbene drame „Matija Gubec" (1947.). Inovativnost pokazuje nastankom prve hrvatske televizijske opere „Putovanje" (1956.) te komičnih opera „Analfabeta" (1954.), „Dugme" (1957.) i „Vlast" (1958.) na tekstove Branislava Nušića. I Krležino stvaralaštvo utjecalo je na njegova djela, što se očituje u orkestralnoj suiti „Komendrijaši" (1952.) i kantati „Kerempuhova pesem" (1958.).
U području vokalne glazbe ističu se ciklusi solo pjesama „Tri pjesme Mate Balote" (1949.), „Traženja" (1963.) na Ujevićeve stihove i „Balade Petrice Kerempuha" (1964.). Značajan je i njegov doprinos glazbenoj pedagogiji kroz priručnike „Tehnika pjevanja" (1940.) i „Umjetnost pjevanja" (1953.). Iz njegove škole proizašli su mnogi ugledni pjevači, među kojima se ističu Mirjana Bohanec-Vidović, Zdenka Žabčić Hesky, Hrid Matić, Viktorija Badrov, Mira Vlahović i Franjo Petrušanec.
Skladao je i glazbu za dokumentarne i animirane filmove, uključujući „Nova mladost" (1947.), „Ribari Jadrana" (1948.) i „Veliki izvori" (1951.). Njegova ostavština danas se čuva kod sina violončelista Bojana Lhotke te u Hrvatskom državnom arhivu i Nacionalnoj i sveučilišnoj knjižnici u Zagrebu.